# Langaroud
Langaroud, Langrud ou Langroud (en persan : لنگرود) est une ville située dans la province de Guilan, sur le littoral sud de la mer Caspienne, en Iran.